# Die Frau des Zeitreisenden
Die Frau des Zeitreisenden (The Time Traveler’s Wife) ist ein im Jahre 2003 erschienener Roman der US-amerikanischen Autorin Audrey Niffenegger. Der Roman erzählt eine unkonventionelle Liebesgeschichte um einen Mann mit einem seltenen genetischen Defekt, der dazu führt, dass er spontan durch die Zeit reisen muss. Bei seinen Zeitreisen lernt er ein kleines Mädchen kennen, dessen Leben er fortan begleitet und das dann auch seine Frau wird. 2009 wurde der Roman verfilmt.

## Handlung
Der Roman handelt von Henry DeTamble (geboren 1963) und seiner Frau Clare Abshire (geboren 1971). Henry leidet an einem seltenen genetischen Defekt, „Chrono-Impairment“ genannt, der ihn dazu zwingt, immer wieder von Neuem spontan durch die Zeit zu reisen. Er kann diesen Effekt nicht beeinflussen, allerdings scheint er durch sein Unbewusstes gebunden zu sein, da er meistens an Orten landet, an denen er schon einmal war bzw. zu denen er noch kommen wird. Viele gewöhnliche Dinge wie Stress können Henrys Zeitreisen auslösen. Im Buch werden Ähnlichkeiten der Krankheit zur Epilepsie beschrieben.
Henry kann nichts auf seine Reisen mitnehmen, sogar die Füllungen in seinen Zähnen verschwinden. Er kommt immer nackt am Ziel seiner Reise an, deshalb muss er die meiste Zeit seiner Reisen Kleidung oder Nahrung suchen. Durch sein unmittelbares Erscheinen bekommt er oft Probleme mit der Polizei oder Schlägern, die glauben, ein leichtes Opfer gefunden zu haben. So beherrscht er eine Menge an nützlichen Überlebenstricks, etwa das Aufbrechen von Türen und Schlössern sowie verschiedene Kampf- und Selbstverteidigungskünste. Diese hatte er zum Teil von einigen seiner älteren Ichs gelernt, als er diese auf seinen Reisen getroffen hatte.
Clare Abshire kommt aus einer wohlhabenden Familie, besuchte eine katholische Schule und wird nach ihrem Studium der Künste Künstlerin.
Henry reist mehrmals in Clares Kindheit und Jugend. Bei seinen ersten Besuchen in ihrer Kindheit gibt er ihr eine Liste, auf der alle bevorstehenden Treffen aufgeschrieben sind. So kann Clare immer rechtzeitig an ihrem Treffpunkt – einer kleinen versteckten Lichtung nahe dem Elternhaus Clares – sein. Henrys letzter Besuch auf der Liste findet an Clares 18. Geburtstag statt. Nach zwei Jahren Abstinenz trifft sie Henry schließlich in dessen „Normalzeit“ bei seiner Arbeit in der Newberry Library.
Bei dieser Begegnung – Clare ist zu dieser Zeit 20 und Henry 28 Jahre alt (1991) – erkennt letzterer sie nicht, obwohl sie ihn ihre ganze Kindheit hindurch getroffen hat. So beginnt Henry gleichzeitig Clares Kindheit zu bereisen und mit ihr in der Normalzeit zusammenzuleben. Die Zukunft kann nicht verändert werden und viele tragische Begebenheiten zeichnen sich bereits in der Vergangenheit ab.
Clare und Henry heiraten, haben aber Probleme, ein Kind zu bekommen. Clare hat mehrere Fehlgeburten und läuft dabei jedes Mal Gefahr zu verbluten. (Der Embryo oder Fötus verschwindet durch verfrühte Zeitreisen aus dem Uterus; bei der Rückkehr schließen sich die Blutgefäße nicht von selbst wieder an.) Also beschließt Henry, eine Vasektomie vornehmen zu lassen. Einige Zeit später wird Clare schwanger, jedoch von einem Henry, der aus der noch fruchtbaren Vergangenheit vor der  Vasektomie angereist war. Sie bekommen eine Tochter, die sie Alba nennen. Kurz vor Albas Geburt reist Henry in die Zukunft und trifft auf die zehnjährige Alba. Von ihr erfährt er, dass sie denselben genetischen Defekt hat wie er selbst, und dass er sterben wird, wenn sie fünf Jahre alt ist.
Einige Jahre darauf reist Henry in einem besonders kalten Winter nach Chicago, allerdings findet er keine Kleidung und reist auch nicht unmittelbar nach Hause zurück. Wegen starker Erfrierungen müssen ihm beide Füße amputiert werden, was ihn in eine tiefe Lebenskrise stürzt. Henry hat sich stets über das Laufen identifiziert und verliert in den ersten Monaten nach der Amputation seine Lebensfreude. Er ist vom Zeitreisen und den ständigen Versuchen, ihn genetisch zu heilen, völlig ausgezehrt. Außerdem weiß er, dass er bald sterben wird, und schließt emotional mit dem Leben ab.
An Silvester, fast ein Jahr nach der Amputation, reist er wieder durch die Zeit, allerdings nun ohne Füße, und landet in den Wäldern von Michigan, während der Jagdsaison. Hier wird er von Clares Bruder oder Vater (genau wird das nicht gesagt) angeschossen, der ihn für ein Tier hält. Als er zurückreist, ist er sehr schwach, er stirbt in Clares Armen.
Clare ist verzweifelt und fühlt sich nicht mehr in der Lage, weiterzuleben. Sie findet aber einen Brief von Henry, in dem er schreibt, dass er Clare noch einmal treffen wird, und zwar in ihrer Zukunft, wenn sie bereits alt ist. Clare beschließt weiterzuleben und trifft Henry noch einmal, als sie 82 ist (Henry ist 43). So wie Clare seinen Tod durch eine Verletzung miterleben musste – so muss auch Henry seine Frau durch Alter sterben sehen.

## Ausgaben
- Englisches Original: Audrey Niffenegger: The Time Traveler’s Wife. ISBN 978-0-15-602943-8 (mehrere Ausgaben).
- Deutsche Übersetzung von Brigitte Jakobeit: Audrey Niffenegger: Die Frau des Zeitreisenden (Gebundene Ausgabe) 832 Seiten. Verlag S. Fischer, ISBN 978-3-596-50983-6 (mehrere Ausgaben).
- Deutsche Hörbuchausgabe: Audrey Niffenegger: Die Frau des Zeitreisenden. Gelesen von Ulrich Noethen und Maja Schöne, Argon Verlag, ISBN 978-3-86610-963-6, 2009.

## Verfilmung
New Line Cinema verfilmte 2009 Die Frau des Zeitreisenden (The Time Traveler’s Wife). Deutscher Kinostart war der 17. September 2009. In den USA ist der Film am 14. August 2009 angelaufen. Die Regie der Verfilmung mit Eric Bana und Rachel McAdams führt Robert Schwentke.
2022 wurde es als Serie mit den Hauptdarstellern Theo James und Rose Leslie mit den Hauptdarstellern als Henry und Clare von HBO fürs Pay-TV verfilmt.

## Kritik
„Ein absolut famoses Buch, das man in der Inhaltsangabe nur anreißen kann, weil man sonst zwangsläufig vom Hölzchen aufs Stöckchen kommt und irgendwann gar nichts mehr zu verstehen ist… Der Roman bewegt sich in etwa in einem Dreieck zwischen den Büchern von Elizabeth Hand, Ken Grimwoods anbetungswürdigem Roman Replay sowie Besessen von Antonia Byatt. Man könnte ihn als Genre-Fiction auffassen und als solche verlegen, aber es steckt mehr drin. Ungefähr so, wie Byatts Roman mit Phantastik umgeht, aber nicht im gewöhnlichen Sinne Phantastik ist, verhält es sich auch hier: Science Fiction und doch mehr als nur das.“